# 陈庆英
陈庆英（1942年10月21日—2022年4月11日），原籍广东台山，出生于四川南充，中国藏学家。

## 生平
陈庆英1942年出生于南充，父亲陈昌明早年毕业于云南大学经济系。1958年他举家迁居青海。1960年毕业于西宁高中（青海师范学院附属中学）后，进入青海民族学院物理系就读，并开始学习藏语。1963年青海民族学院物理系并入青海师范学院，1965年毕业。1967年至1978年间，先后任教于青海省海西蒙古族藏族自治州红卫中学（现德令哈第一中学）、海西州民族师范学校。文化大革命结束后，他于1978年考入中央民族学院民族语文系古藏文专业，师从知名藏学家王尧，1981年获硕士学位。此后任中央民族学院藏学研究所助理研究员。1984年调入青海省社会科学院藏学研究所，曾历任副研究员、研究员，副所长、所长。1991年经批准成为享受国务院政府特殊津贴专家。1993年调入中国藏学研究中心，出任历史宗教研究所所长、研究员。1999年历史宗教研究所分为历史研究所和宗教研究所后，出任历史研究所所长。2004年卸任所长。2006年起兼任中央民族大学藏学研究院、西南民族大学民族研究院博士生导师。2018年获中国藏学研究珠峰奖荣誉奖。
2022年4月11日，陈庆英在成都逝世，终年81岁。

## 著作
陈庆英撰写、编辑过的主要著作包括：
- 《吐蕃赞普赤德松赞略传》（藏文，与端智嘉合著，1984年）
- 《蒙藏民族关系史略》（与王辅仁合著，1985年）
- 《塔尔寺概况》（主要执笔者和组织者，1987年）
- 《中国藏族部落》（主编，1991年）
- 《青海藏传佛教寺院碑刻译释》（与马林合著，1992年）
- 《元朝帝师八思巴》（1992年）
- 《藏族部落制度研究》（主编，1995年）
- 《西藏历史文化辞典》（主编之一，1997年）
- 《中国藏传佛教金铜造像艺术》（主编，2001年）
- 《西藏基本情况丛书·西藏历史》（2002年）
- 《蒙藏关系史大系·政治卷》（2002年）
- 《达赖喇嘛转世与历史定制》（2003年）
- 《中国边疆通史丛书·西藏通史》(主编，与高淑芬合编，2003年）
- 《西藏史话》（与丹珠旺奔、喜饶尼玛等合著，2004年）
- 《历辈达赖喇嘛生平形象历史》（主编，2006年）
- 《西藏通史》（总主编之一，2015年）